# 러시아 프리미어리그 2019-20
러시아 프리미어 리그 2019-20 시즌은 소련의 해체 이후 러시아에서 열린 프리미어 리그 축구 경쟁 28번째 시즌이며, 현재 러시아 프리미어 리그에서 17번째로 진행되었다. 제니트 상트페테르부르크는 2018-19 시즌의 디펜딩 챔피언으로 시즌을 시작했다. 코로나바이러스-19 감염증의 대유행 때문에 2020년 3월 17일부터 리그가 중단되었고, 6월 2일 러시아 연방정부가 러시아 내 모든 스포츠 행사의 재개를 허가하여서 6월 19일부터 리그가 재개되었다.

## 러시아 프리미어리그 참가팀과 경기장

### 경기장
| 제니트 상트페테르부르크 | 루빈 카잔 | FC 로스토프 | PFC 크릴리야 소베토프 사마라 |
| ----------------------- | --- | --- | ---------------------------- |
| 가즈프롬 아레나         | 카잔 아레나 | 로스토프 아레나 | 사마라 아레나                |
| Capacity: 67,800        | Capacity: 45,093 | Capacity: 45,000 | Capacity: 44,918             |
|                         | | |                              |
| 스파르타크 모스크바     | FC 크라스노다르FC 로스토프아흐마트 그로즈니제니트아르세날 툴라크릴랴 소베토프 사마라CSKA · 디나모 · 로코모티프 · 스파르탁FC 오렌부르크루빈 카잔FC 우파우랄 예카테린부르크소치탐보프class=notpageimage\| 러시아 프리미어리그 2019-20 시즌 팀의 위치 | FC 크라스노다르FC 로스토프아흐마트 그로즈니제니트아르세날 툴라크릴랴 소베토프 사마라CSKA · 디나모 · 로코모티프 · 스파르탁FC 오렌부르크루빈 카잔FC 우파우랄 예카테린부르크소치탐보프class=notpageimage\| 러시아 프리미어리그 2019-20 시즌 팀의 위치 | FC 우랄 예카테린부르크       |
| 옷크리티예 아레나       | FC 크라스노다르FC 로스토프아흐마트 그로즈니제니트아르세날 툴라크릴랴 소베토프 사마라CSKA · 디나모 · 로코모티프 · 스파르탁FC 오렌부르크루빈 카잔FC 우파우랄 예카테린부르크소치탐보프class=notpageimage\| 러시아 프리미어리그 2019-20 시즌 팀의 위치 | FC 크라스노다르FC 로스토프아흐마트 그로즈니제니트아르세날 툴라크릴랴 소베토프 사마라CSKA · 디나모 · 로코모티프 · 스파르탁FC 오렌부르크루빈 카잔FC 우파우랄 예카테린부르크소치탐보프class=notpageimage\| 러시아 프리미어리그 2019-20 시즌 팀의 위치 | 중앙경기장                   |
| Capacity: 44,307        | FC 크라스노다르FC 로스토프아흐마트 그로즈니제니트아르세날 툴라크릴랴 소베토프 사마라CSKA · 디나모 · 로코모티프 · 스파르탁FC 오렌부르크루빈 카잔FC 우파우랄 예카테린부르크소치탐보프class=notpageimage\| 러시아 프리미어리그 2019-20 시즌 팀의 위치 | FC 크라스노다르FC 로스토프아흐마트 그로즈니제니트아르세날 툴라크릴랴 소베토프 사마라CSKA · 디나모 · 로코모티프 · 스파르탁FC 오렌부르크루빈 카잔FC 우파우랄 예카테린부르크소치탐보프class=notpageimage\| 러시아 프리미어리그 2019-20 시즌 팀의 위치 | Capacity: 35,696             |
|                         | FC 크라스노다르FC 로스토프아흐마트 그로즈니제니트아르세날 툴라크릴랴 소베토프 사마라CSKA · 디나모 · 로코모티프 · 스파르탁FC 오렌부르크루빈 카잔FC 우파우랄 예카테린부르크소치탐보프class=notpageimage\| 러시아 프리미어리그 2019-20 시즌 팀의 위치 | FC 크라스노다르FC 로스토프아흐마트 그로즈니제니트아르세날 툴라크릴랴 소베토프 사마라CSKA · 디나모 · 로코모티프 · 스파르탁FC 오렌부르크루빈 카잔FC 우파우랄 예카테린부르크소치탐보프class=notpageimage\| 러시아 프리미어리그 2019-20 시즌 팀의 위치 |                              |
| FC 크라스노다르         | FC 크라스노다르FC 로스토프아흐마트 그로즈니제니트아르세날 툴라크릴랴 소베토프 사마라CSKA · 디나모 · 로코모티프 · 스파르탁FC 오렌부르크루빈 카잔FC 우파우랄 예카테린부르크소치탐보프class=notpageimage\| 러시아 프리미어리그 2019-20 시즌 팀의 위치 | FC 크라스노다르FC 로스토프아흐마트 그로즈니제니트아르세날 툴라크릴랴 소베토프 사마라CSKA · 디나모 · 로코모티프 · 스파르탁FC 오렌부르크루빈 카잔FC 우파우랄 예카테린부르크소치탐보프class=notpageimage\| 러시아 프리미어리그 2019-20 시즌 팀의 위치 | 아흐마트 그로즈니            |
| 크라스노다르 경기장     | FC 크라스노다르FC 로스토프아흐마트 그로즈니제니트아르세날 툴라크릴랴 소베토프 사마라CSKA · 디나모 · 로코모티프 · 스파르탁FC 오렌부르크루빈 카잔FC 우파우랄 예카테린부르크소치탐보프class=notpageimage\| 러시아 프리미어리그 2019-20 시즌 팀의 위치 | FC 크라스노다르FC 로스토프아흐마트 그로즈니제니트아르세날 툴라크릴랴 소베토프 사마라CSKA · 디나모 · 로코모티프 · 스파르탁FC 오렌부르크루빈 카잔FC 우파우랄 예카테린부르크소치탐보프class=notpageimage\| 러시아 프리미어리그 2019-20 시즌 팀의 위치 | 아흐마트 아레나              |
| Capacity: 34,291        | FC 크라스노다르FC 로스토프아흐마트 그로즈니제니트아르세날 툴라크릴랴 소베토프 사마라CSKA · 디나모 · 로코모티프 · 스파르탁FC 오렌부르크루빈 카잔FC 우파우랄 예카테린부르크소치탐보프class=notpageimage\| 러시아 프리미어리그 2019-20 시즌 팀의 위치 | FC 크라스노다르FC 로스토프아흐마트 그로즈니제니트아르세날 툴라크릴랴 소베토프 사마라CSKA · 디나모 · 로코모티프 · 스파르탁FC 오렌부르크루빈 카잔FC 우파우랄 예카테린부르크소치탐보프class=notpageimage\| 러시아 프리미어리그 2019-20 시즌 팀의 위치 | Capacity: 30,597             |
|                         | FC 크라스노다르FC 로스토프아흐마트 그로즈니제니트아르세날 툴라크릴랴 소베토프 사마라CSKA · 디나모 · 로코모티프 · 스파르탁FC 오렌부르크루빈 카잔FC 우파우랄 예카테린부르크소치탐보프class=notpageimage\| 러시아 프리미어리그 2019-20 시즌 팀의 위치 | FC 크라스노다르FC 로스토프아흐마트 그로즈니제니트아르세날 툴라크릴랴 소베토프 사마라CSKA · 디나모 · 로코모티프 · 스파르탁FC 오렌부르크루빈 카잔FC 우파우랄 예카테린부르크소치탐보프class=notpageimage\| 러시아 프리미어리그 2019-20 시즌 팀의 위치 |                              |
| PFC CSKA 모스크바       | FC 크라스노다르FC 로스토프아흐마트 그로즈니제니트아르세날 툴라크릴랴 소베토프 사마라CSKA · 디나모 · 로코모티프 · 스파르탁FC 오렌부르크루빈 카잔FC 우파우랄 예카테린부르크소치탐보프class=notpageimage\| 러시아 프리미어리그 2019-20 시즌 팀의 위치 | FC 크라스노다르FC 로스토프아흐마트 그로즈니제니트아르세날 툴라크릴랴 소베토프 사마라CSKA · 디나모 · 로코모티프 · 스파르탁FC 오렌부르크루빈 카잔FC 우파우랄 예카테린부르크소치탐보프class=notpageimage\| 러시아 프리미어리그 2019-20 시즌 팀의 위치 | 로코모티프 모스크바          |
| ВЕБ 아레나              | FC 크라스노다르FC 로스토프아흐마트 그로즈니제니트아르세날 툴라크릴랴 소베토프 사마라CSKA · 디나모 · 로코모티프 · 스파르탁FC 오렌부르크루빈 카잔FC 우파우랄 예카테린부르크소치탐보프class=notpageimage\| 러시아 프리미어리그 2019-20 시즌 팀의 위치 | FC 크라스노다르FC 로스토프아흐마트 그로즈니제니트아르세날 툴라크릴랴 소베토프 사마라CSKA · 디나모 · 로코모티프 · 스파르탁FC 오렌부르크루빈 카잔FC 우파우랄 예카테린부르크소치탐보프class=notpageimage\| 러시아 프리미어리그 2019-20 시즌 팀의 위치 | РЖД 아레나                   |
| Capacity: 30,457        | FC 크라스노다르FC 로스토프아흐마트 그로즈니제니트아르세날 툴라크릴랴 소베토프 사마라CSKA · 디나모 · 로코모티프 · 스파르탁FC 오렌부르크루빈 카잔FC 우파우랄 예카테린부르크소치탐보프class=notpageimage\| 러시아 프리미어리그 2019-20 시즌 팀의 위치 | FC 크라스노다르FC 로스토프아흐마트 그로즈니제니트아르세날 툴라크릴랴 소베토프 사마라CSKA · 디나모 · 로코모티프 · 스파르탁FC 오렌부르크루빈 카잔FC 우파우랄 예카테린부르크소치탐보프class=notpageimage\| 러시아 프리미어리그 2019-20 시즌 팀의 위치 | Capacity: 27,320             |
|                         | FC 크라스노다르FC 로스토프아흐마트 그로즈니제니트아르세날 툴라크릴랴 소베토프 사마라CSKA · 디나모 · 로코모티프 · 스파르탁FC 오렌부르크루빈 카잔FC 우파우랄 예카테린부르크소치탐보프class=notpageimage\| 러시아 프리미어리그 2019-20 시즌 팀의 위치 | FC 크라스노다르FC 로스토프아흐마트 그로즈니제니트아르세날 툴라크릴랴 소베토프 사마라CSKA · 디나모 · 로코모티프 · 스파르탁FC 오렌부르크루빈 카잔FC 우파우랄 예카테린부르크소치탐보프class=notpageimage\| 러시아 프리미어리그 2019-20 시즌 팀의 위치 |                              |
| PFC 소치                | FC 크라스노다르FC 로스토프아흐마트 그로즈니제니트아르세날 툴라크릴랴 소베토프 사마라CSKA · 디나모 · 로코모티프 · 스파르탁FC 오렌부르크루빈 카잔FC 우파우랄 예카테린부르크소치탐보프class=notpageimage\| 러시아 프리미어리그 2019-20 시즌 팀의 위치 | FC 크라스노다르FC 로스토프아흐마트 그로즈니제니트아르세날 툴라크릴랴 소베토프 사마라CSKA · 디나모 · 로코모티프 · 스파르탁FC 오렌부르크루빈 카잔FC 우파우랄 예카테린부르크소치탐보프class=notpageimage\| 러시아 프리미어리그 2019-20 시즌 팀의 위치 | FC 탐보프                    |
| 피시트 올림픽 스타디움  | FC 크라스노다르FC 로스토프아흐마트 그로즈니제니트아르세날 툴라크릴랴 소베토프 사마라CSKA · 디나모 · 로코모티프 · 스파르탁FC 오렌부르크루빈 카잔FC 우파우랄 예카테린부르크소치탐보프class=notpageimage\| 러시아 프리미어리그 2019-20 시즌 팀의 위치 | FC 크라스노다르FC 로스토프아흐마트 그로즈니제니트아르세날 툴라크릴랴 소베토프 사마라CSKA · 디나모 · 로코모티프 · 스파르탁FC 오렌부르크루빈 카잔FC 우파우랄 예카테린부르크소치탐보프class=notpageimage\| 러시아 프리미어리그 2019-20 시즌 팀의 위치 | 모르도비아 아레나            |
| Capacity: 47,659        | FC 크라스노다르FC 로스토프아흐마트 그로즈니제니트아르세날 툴라크릴랴 소베토프 사마라CSKA · 디나모 · 로코모티프 · 스파르탁FC 오렌부르크루빈 카잔FC 우파우랄 예카테린부르크소치탐보프class=notpageimage\| 러시아 프리미어리그 2019-20 시즌 팀의 위치 | FC 크라스노다르FC 로스토프아흐마트 그로즈니제니트아르세날 툴라크릴랴 소베토프 사마라CSKA · 디나모 · 로코모티프 · 스파르탁FC 오렌부르크루빈 카잔FC 우파우랄 예카테린부르크소치탐보프class=notpageimage\| 러시아 프리미어리그 2019-20 시즌 팀의 위치 | Capacity: 44,442             |
|                         | FC 크라스노다르FC 로스토프아흐마트 그로즈니제니트아르세날 툴라크릴랴 소베토프 사마라CSKA · 디나모 · 로코모티프 · 스파르탁FC 오렌부르크루빈 카잔FC 우파우랄 예카테린부르크소치탐보프class=notpageimage\| 러시아 프리미어리그 2019-20 시즌 팀의 위치 | FC 크라스노다르FC 로스토프아흐마트 그로즈니제니트아르세날 툴라크릴랴 소베토프 사마라CSKA · 디나모 · 로코모티프 · 스파르탁FC 오렌부르크루빈 카잔FC 우파우랄 예카테린부르크소치탐보프class=notpageimage\| 러시아 프리미어리그 2019-20 시즌 팀의 위치 |                              |
| 아르세날 툴라           | 디나모 모스크바 | FC 우파 | FC 오렌부르크                |
| 아르세날 경기장         | ВТБ 아레나 | 네프탸닉 경기장 | 가조빅 경기장                |
| Capacity: 20,048        | Capacity: 26,319 | Capacity: 15,132 | Capacity: 7,520              |
|                         | | |                              |

### 승격팀과 강등팀
러시아 프리미어리그에서 총 16팀이 참가한다. 러시아 프리미어리그 2018-19시즌에서 상위 12개 팀이 이번 시즌에 잔류하고,  러시아 2부리그 2018-19시즌에서 우승팀과 2위팀이 승격 직행하고, 프리미어리그 13위팀이 내셔널 풋볼 리그 4위팀과, 프리미어리그 14위팀이 내셔널 풋볼 리그 3위팀과 러시아 1-2부리그 승강플레이오프에 참가하여 최종 승자 2팀이 프리미어리그 2018-19 시즌에 승격하거나 잔류하고 최종 패자 2팀들은 2부리그로 강등되거나 잔류한다.
| Pos. | 러시아 프리미어리그 2018-19 시즌에서 러시아 2부리그로 강등 |
| ---- | ---------------------------------------------------------- |
| 15위 | 안지 마하치칼라 12px(3부리그로 강등)                       |
| 16위 | 예니세이 크라스노야르스크 12px                             |

| 순위          | 러시아 2부리그 2018-19 시즌에서 러시아 프리미어리그(2019-20 시즌)로 승격 |
| ------------- | ------------------------------------------------------------------------ |
| 1위(우승팀)   | PFC 소치                                                                 |
| 2위(준우승팀) | FC 탐보프                                                                |

### 감독과 유니폼 공급업체와 유니폼 광고 스폰서
| 축구팀                  | 위치             | 감독                | 용품 공급업체 | 유니폼 스폰서        |
| ----------------------- | ---------------- | ------------------- | ------------- | -------------------- |
| 아흐마트 그로즈니       | 그로즈니         | 이고리 레댜호프     | 아디다스      | 아흐마트 재단        |
| 아르세날 툴라           | 툴라             | 올레그 코노노프     | 아디다스      | SPLAV                |
| CSKA 모스크바           | 모스크바         | 빅토르 곤차렌코     | 엄브로        | 로세티               |
| 디나모 모스크바         | 모스크바         | 드미트리 호흘로프   | 나이키        | VTB                  |
| FC 크라스노다르         | 크라스노다르     | 무라드 무사예프     | 푸마          | 콘스텔 그룹          |
| 크릴랴 소베토프 사마라  | 사마라           | 안드레이 티호노프   | 푸마          |                      |
| 로코모티프 모스크바     | 모스크바         | 유리 세민           | 언더아머      | 러시아 철도          |
| 오렌부르크              | 오렌부르크       | 블라디미르 페도토프 | 나이키        |                      |
| 로스토프                | 로스토프나도누   | 발레리 카르핀       | 호마/조마     |                      |
| 루빈 카잔               | 카잔             | 쿠르반 베르디예프   | 야코          | 니쥬네캄스크네프테힘 |
| 스파르타크 모스크바     | 모스크바         | 마시모 카레라       | 나이키        | 루코일               |
| FC 우파                 | 우파             | 세르게이 토마로프   | 호마          |                      |
| FC 우랄 예카테린부르크  | 예카테린부르크   | 드미트로 파르페노프 | 호마          | 레노바, TMK          |
| 제니트 상트페테르부르크 | 상트페테르부르크 | 세르게이 세막       | 나이키        | 가즈프롬             |

### 감독 교체
| 축구팀 | 전임 감독 | 해고 이유 | 계약해지일 | 당시 순위 | 신임 감독 | 계약체결일 |
| ------ | --------- | --------- | ---------- | --------- | --------- | ---------- |

## 대회 형태와 규정

### 기본규칙
16개 팀들은 홈앤드어웨이 방식 리그제로 치른다. 각 팀들은 팀 당 30경기를 치른다.

### 승격과 강등
러시아 프리미어리그 15위 팀과 16위 팀은 러시아 내셔널 축구리그(2부리그)로 바로 강등되며, 러시아 내셔널 축구리그(2부리그) 우승팀과 2위 팀은 다음 시즌에 러시아 프리미어리그로 바로 승격한다.
1부리그(러시아 프리미어리그) 13위팀과 14위팀은 2부리그(러시아 내셔널 축구리그) 4위팀과 3위팀과 홈앤드어웨이 방식으로 승강 플레이오프를 치르고 각 승자들은 다음 시즌 러시아 프리미어리그로 승격(2부->1부)하거나 잔류(1부리그팀)한다.

## 리그 순위
| 순위 | 팀                          | 경기 | 승 | 무 | 패 | 득 | 실 | 차  | 승점 | 참가 자격 및 강등                    |
| ---- | --------------------------- | ---- | -- | -- | -- | -- | -- | --- | ---- | ------------------------------------ |
| 1    | 제니트 상트페테르부르크 (C) | 30   | 22 | 6  | 2  | 65 | 18 | +47 | 72   | UEFA 챔피언스리그 2020-21 조별 리그  |
| 2    | 로코모티프 모스크바         | 30   | 16 | 9  | 5  | 41 | 29 | +12 | 57   | UEFA 챔피언스리그 2020-21 조별 리그  |
| 3    | 크라스노다르                | 30   | 14 | 10 | 6  | 49 | 30 | +19 | 52   | UEFA 챔피언스리그 2020-21 플레이오프 |
| 4    | CSKA 모스크바               | 30   | 14 | 8  | 8  | 43 | 29 | +14 | 50   | UEFA 유로파리그 2020-21 조별 리그    |
| 5    | 로스토프                    | 30   | 12 | 9  | 9  | 45 | 50 | −5  | 45   | UEFA 유로파리그 2020-21 3차예선      |
| 6    | 디나모 모스크바             | 30   | 11 | 8  | 11 | 27 | 30 | −3  | 41   | UEFA 유로파리그 2020-21 2차예선      |
| 7    | 스파르타크 모스크바         | 30   | 11 | 6  | 13 | 35 | 33 | +2  | 39   |                                      |
| 8    | 아르세날 툴라               | 30   | 11 | 5  | 14 | 37 | 41 | −4  | 38   |                                      |
| 9    | 우파                        | 30   | 8  | 14 | 8  | 22 | 24 | −2  | 38   |                                      |
| 10   | 루빈 카잔                   | 30   | 8  | 11 | 11 | 18 | 28 | −10 | 35   |                                      |
| 11   | 우랄 예카테린부르크         | 30   | 9  | 8  | 13 | 36 | 53 | −17 | 35   |                                      |
| 12   | 소치                        | 30   | 8  | 9  | 13 | 40 | 39 | +1  | 33   |                                      |
| 13   | FC 아흐마트 그로즈니        | 30   | 7  | 10 | 13 | 27 | 46 | −19 | 31   |                                      |
| 14   | 탐보프                      | 30   | 9  | 4  | 17 | 37 | 41 | −4  | 31   |                                      |
| 15   | 크릴랴 소베토프 사마라 (R)  | 30   | 8  | 7  | 15 | 33 | 40 | −7  | 31   | 러시아 FNL(2부리그) 2020-21으로 강등 |
| 16   | 오렌부르크 (R)              | 30   | 7  | 6  | 17 | 28 | 52 | −24 | 27   | 러시아 FNL(2부리그) 2020-21으로 강등 |

1. 1 2  승자승 승점: 아르세날 툴라 4, 우파 1
2. ↑  루빈 카잔은 UEFA(유럽축구연맹)의 징계를 받아서 5년간 유럽 대회에 참가할 수 없다.[1].
3. 1 2  승자승 승점: 루빈 카잔 4, 우랄 1
4. 1 2 3  승자승 승점: 아흐마트 8, 탐보프 4, 크릴랴 소베토프 4.; 승자승 골득실차: 탐보프 +1, 크릴랴 소베토프 -1

제18주차 경기 중 소치 대 오렌부르크 경기가 소치 선수단과 코치진이 로타 바이러스에 의한 집단 감염병 때문에 연기되었다. 추후 이 경기는 2020년 3월 11일에 개최되었다.

제23주차 경기 중 크라스노다르 대 디나모 모스크바 경기는 2020년 7월 19일로 연기되었다.

제24주차 경기 중 오렌부르크 대 크라스노다르 경기는 오렌부르크에서 코로나-19 바이러스의 대유행에 따른 감염 위험성 때문에  취소되었고 이 경기는 치러지지 않을 것이다.(오렌부르크 0-3 크라스노다르 홈팀 몰수패 선언)

제25주차 경기 중 오렌부르크 대 FC 우랄 경기는 오렌부르크 선수단 중 10명이 코로나-19 바이러스 양성반응에 따른 감염 위험성 때문에 취소되었고 이 경기는 치러지지 않을 것이다.(오렌부르크 0-3 우랄 홈팀 몰수패 선언)

제29주차 경기 중 탐보프 대 소치 경기는 소치 선수단 중 9명이 코로나-19 바이러스 양성반응에 따른 감염 위험성 때문에 취소되었고 이 경기는 치러지지 않을 것이다.(탐보프 3-0 소치 원정팀 몰수패 선언)

제30주차 경기 중 크릴랴 소베토프 대 소치 경기는 소치 선수단 중 9명이 코로나-19 바이러스 양성반응에 따른 감염 위험성 때문에 취소되었고 이 경기는 치러지지 않을 것이다.(크릴랴 소베토프 사마라 3-0 소치 원정팀 몰수패 선언)

### 라운드별 순위
선두 & UEFA 챔피언스리그 2020-21 조별 리그

  UEFA 챔피언스리그 2020-21 조별 리그

  UEFA 챔피언스리그 2020-21 3차 예선

  UEFA 유로파리그 2020-21 조별 리그

  UEFA 유로파리그 2020-21 3차 예선

  UEFA 유로파리그 2020-21 2차 예선

  FNL(러시아 2부리그) 2020-21로 강등
| 팀 / 라운드                   | 1  | 2  | 3  | 4  | 5  | 6  | 7  | 8  | 9  | 10 | 11 | 12 | 13 | 14 | 15 | 16 | 17 | 18 | 19 | 20 | 21 | 22 | 23 | 24 | 25 | 26 | 27 | 28 | 29 | 30 |
| 팀 / 라운드                   |    |    |    |    |    |    |    |    |    |    |    |    |    |    |    |    |    |    |    |    |    |    |    |    |    |    |    |    |    |    |
| ----------------------------- | -- | -- | -- | -- | -- | -- | -- | -- | -- | -- | -- | -- | -- | -- | -- | -- | -- | -- | -- | -- | -- | -- | -- | -- | -- | -- | -- | -- | -- | -- |
| 제니트                        | 3  | 2  | 1  | 1  | 1  | 1  | 5  | 2  | 2  | 1  | 5  | 4  | 2  | 1  | 1  | 1  | 1  | 1  | 1  | 1  | 1  | 1  | 1  | 1  | 1  | 1  | 1  | 1  | 1  | 1  |
| 로코모티프 모스크바           | 10 | 5  | 8  | 5  | 6  | 2  | 4  | 5  | 5  | 5  | 2  | 1  | 1  | 3  | 3  | 2  | 2  | 2  | 5  | 5  | 4  | 2  | 2  | 2  | 2  | 2  | 2  | 2  | 2  | 2  |
| 크라스노다르                  | 14 | 10 | 4  | 6  | 4  | 3  | 1  | 1  | 1  | 4  | 4  | 3  | 3  | 4  | 4  | 5  | 4  | 3  | 2  | 2  | 2  | 3  | 3  | 3  | 3  | 4  | 3  | 3  | 3  | 3  |
| CSKA 모스크바                 | 16 | 11 | 6  | 2  | 3  | 6  | 6  | 4  | 4  | 2  | 1  | 5  | 5  | 5  | 5  | 4  | 3  | 4  | 4  | 4  | 5  | 5  | 5  | 5  | 5  | 5  | 3  | 4  | 4  | 4  |
| 로스토프                      | 4  | 4  | 3  | 3  | 2  | 5  | 3  | 3  | 3  | 3  | 3  | 2  | 4  | 2  | 2  | 3  | 5  | 5  | 3  | 3  | 3  | 4  | 4  | 3  | 4  | 4  | 5  | 5  | 5  | 5  |
| 디나모 모스크바               | 7  | 12 | 9  | 10 | 11 | 13 | 11 | 11 | 11 | 11 | 14 | 15 | 15 | 13 | 13 | 11 | 7  | 6  | 8  | 10 | 7  | 6  | 8  | 8  | 8  | 10 | 7  | 6  | 6  | 6  |
| 스파르타크 모스크바           | 6  | 6  | 10 | 11 | 7  | 4  | 2  | 6  | 6  | 9  | 9  | 10 | 10 | 7  | 9  | 6  | 6  | 9  | 10 | 9  | 10 | 8  | 6  | 6  | 6  | 7  | 8  | 11 | 9  | 7  |
| 틀:축구단 아르세날 툴라       | 9  | 3  | 7  | 8  | 5  | 8  | 7  | 7  | 7  | 7  | 8  | 7  | 11 | 10 | 6  | 7  | 9  | 7  | 6  | 6  | 6  | 7  | 9  | 9  | 10 | 10 | 11 | 10 | 7  | 8  |
| 틀:축구단 FC 우파             | 11 | 13 | 11 | 12 | 13 | 10 | 10 | 10 | 9  | 8  | 6  | 6  | 8  | 11 | 11 | 10 | 11 | 8  | 7  | 8  | 8  | 9  | 8  | 7  | 7  | 6  | 6  | 6  | 8  | 9  |
| 루빈 카잔                     | 8  | 7  | 2  | 4  | 8  | 7  | 9  | 9  | 10 | 10 | 13 | 12 | 9  | 9  | 12 | 13 | 14 | 14 | 13 | 13 | 15 | 14 | 11 | 12 | 12 | 12 | 9  | 9  | 10 | 10 |
| 틀:축구단 우랄 예카테린부르크 | 2  | 1  | 5  | 7  | 9  | 9  | 8  | 8  | 8  | 6  | 7  | 9  | 6  | 6  | 10 | 9  | 8  | 10 | 9  | 7  | 9  | 10 | 12 | 10 | 11 | 9  | 7  | 8  | 11 | 11 |
| 틀:축구단 소치                | 15 | 16 | 16 | 15 | 15 | 15 | 15 | 14 | 15 | 12 | 10 | 13 | 13 | 14 | 16 | 16 | 16 | 16 | 16 | 16 | 14 | 12 | 10 | 11 | 9  | 11 | 12 | 12 | 12 | 12 |
| 틀:축구단 아흐마트 그로즈니   | 5  | 9  | 13 | 9  | 10 | 11 | 12 | 12 | 12 | 13 | 15 | 14 | 14 | 15 | 15 | 15 | 13 | 11 | 12 | 12 | 16 | 16 | 14 | 14 | 13 | 14 | 13 | 13 | 13 | 13 |
| 틀:축구단 탐보프              | 13 | 15 | 12 | 14 | 12 | 14 | 14 | 16 | 16 | 15 | 16 | 16 | 16 | 16 | 14 | 14 | 15 | 15 | 11 | 11 | 13 | 11 | 13 | 13 | 14 | 13 | 14 | 14 | 14 | 14 |
| 틀:축구단 크릴리야 소베토프   | 1  | 8  | 14 | 13 | 14 | 12 | 13 | 13 | 14 | 16 | 12 | 11 | 7  | 8  | 7  | 12 | 12 | 13 | 15 | 15 | 12 | 15 | 16 | 16 | 15 | 15 | 15 | 15 | 15 | 15 |
| 틀:축구단 오렌부르크          | 12 | 14 | 15 | 16 | 16 | 16 | 16 | 15 | 13 | 14 | 11 | 8  | 12 | 12 | 8  | 8  | 10 | 14 | 14 | 11 | 11 | 13 | 15 | 16 | 16 | 16 | 16 | 16 | 16 | 16 |

마지막 업데이트: 2020년 7월 23일
출처: 러시아 프리미어리그 공식 사이트
제18주차 경기 중 소치 대 오렌부르크 경기가 소치 선수단과 코치진이 로타 바이러스에 의한 집단 감염병 때문에 연기되었다. 추후 이 경기는 2020년 3월 11일에 개최되었다.

제23주차 경기 중 크라스노다르 대 디나모 모스크바 경기는 2020년 7월 19일로 연기되었다.

제24주차 경기 중 오렌부르크 대 크라스노다르 경기는 오렌부르크 선수단 중 10명이 코로나-19 바이러스 양성반응에 따른 감염 위험성 때문에 취소되었고 이 경기는 치러지지 않을 것이다.(오렌부르크 0-3 크라스노다르 홈팀 몰수패 선언)

제25주차 경기 중 오렌부르크 대 FC 우랄 경기는 오렌부르크 선수단 중 10명이 코로나-19 바이러스 양성반응에 따른 감염 위험성 때문에 취소되었고 이 경기는 치러지지 않을 것이다.(오렌부르크 0-3 우랄 홈팀 몰수패 선언)

제29주차 경기 중 탐보프 대 소치 경기는 소치 선수단 중 9명이 코로나-19 바이러스 양성반응에 따른 감염 위험성 때문에 취소되었고 이 경기는 치러지지 않을 것이다.(탐보프 3-0 소치 원정팀 몰수패 선언)

제30주차 경기 중 크릴랴 소베토프 대 소치 경기는 소치 선수단 중 9명이 코로나-19 바이러스 양성반응에 따른 감염 위험성 때문에 취소되었고 이 경기는 치러지지 않을 것이다.(크릴랴 소베토프 사마라 3-0 소치 원정팀 몰수패 선언)

## 경기 결과
|              | 젠  | 로코 | 크라 | CSKA | 스파 | 툴라 | 오렌 | 아흐맛 | 로스 | 우랄 | 카잔 | 디나 | 사마라 | 우파 | 탐  | 소치 |
| ------------ | --- | ---- | ---- | ---- | ---- | ---- | ---- | ------ | ---- | ---- | ---- | ---- | ------ | ---- | --- | ---- |
| 제니트       | —   | 0:0  | 1:1  | 1:1  | 1:0  | 3:1  | 4:1  | 0:0    | 6:1  | 7:1  | 5:0  | 3:0  | 2:1    | 0:0  | 2:1 | 2:1  |
| 로코모티프   | 1:0 | —    | 1:1  | 2:1  | 0:3  | 2:1  | 1:0  | 1:0    | 1:2  | 4:0  | 1:1  | 1:2  | 1:1    | 1:1  | 2:1 | 0:0  |
| 크라스노다르 | 2:4 | 1:1  | —    | 1:1  | 2:1  | 2:0  | 1:1  | 4:0    | 2:2  | 3:0  | 1:0  | 0:2  | 4:2    | 2:0  | 0:0 | 3:0  |
| CSKA         | 0:4 | 1:0  | 3:2  | —    | 2:0  | 0:1  | 2:1  | 3:0    | 1:3  | 1:1  | 1:1  | 0:1  | 1:0    | 0:0  | 2:0 | 0:0  |
| 스파르탁     | 0:1 | 1:1  | 0:1  | 2:1  | —    | 0:1  | 1:2  | 3:0    | 1:4  | 1:2  | 0:0  | 0:0  | 2:0    | 0:0  | 2:3 | 1:0  |
| 아르세날     | 0:1 | 4:0  | 1:2  | 1:2  | 2:3  | —    | 2:1  | 1:3    | 2:3  | 1:1  | 0:1  | 1:1  | 2:4    | 1:0  | 2:1 | 1:1  |
| 오렌부르크   | 0:2 | 2:3  | 0:3  | 0:4  | 1:3  | 2:0  | —    | 1:2    | 0:0  | 0:3  | 2:1  | 2:0  | 0:1    | 0:0  | 2:2 | 1:1  |
| 그로즈니     | 1:1 | 0:2  | 1:0  | 0:4  | 1:3  | 1:1  | 2:1  | —      | 1:1  | 0:0  | 1:1  | 2:3  | 1:1    | 0:1  | 1:1 | 1:1  |
| 로스토프     | 1:2 | 1:3  | 1:1  | 3:2  | 2:2  | 2:1  | 2:1  | 2:1    | —    | 0:0  | 2:1  | 3:0  | 1:0    | 1:2  | 1:2 | 2:0  |
| 우랄         | 1:3 | 0:1  | 2:4  | 0:3  | 0:0  | 1:3  | 1:2  | 3:0    | 2:2  | —    | 1:2  | 2:1  | 1:3    | 3:2  | 2:1 | 3:1  |
| 루빈 카잔    | 1:2 | 0:2  | 1:0  | 0:1  | 1:2  | 1:0  | 1:0  | 1:0    | 0:0  | 0:0  | —    | 0:1  | 0:1    | 0:0  | 2:1 | 0:3  |
| 디나모       | 0:2 | 1:2  | 1:1  | 0:0  | 0:2  | 0:1  | 0:1  | 1:1    | 2:1  | 2:0  | 0:1  | —    | 2:0    | 0:0  | 1:0 | 2:3  |
| KS 사마라    | 0:2 | 1:2  | 0:0  | 2:0  | 1:2  | 2:3  | 1:1  | 2:4    | 0:0  | 2:3  | 0:0  | 0:0  | —      | 0:1  | 2:0 | 3:0  |
| 우파         | 1:0 | 1:1  | 2:3  | 1:1  | 1:0  | 0:0  | 1:2  | 0:1    | 2:0  | 1:1  | 0:0  | 0:1  | 2:1    | —    | 2:1 | 1:1  |
| 탐보프       | 1:2 | 2:3  | 0:2  | 0:2  | 2:0  | 0:1  | 3:0  | 1:2    | 2:1  | 1:2  | 0:0  | 0:2  | 3:0    | 3:0  | —   | 3:0  |
| 소치         | 0:2 | 0:1  | 2:0  | 2:3  | 1:0  | 1:2  | 5:1  | 2:0    | 10:1 | 2:0  | 1:1  | 1:1  | 0:2    | 0:0  | 1:2 | —    |

|update=complete |start date=2019년 7월 13일
색상: 파랑 = 홈팀 승; 노랑 = 무승부; 빨강 = 원정 팀 승.

## 승강 플레이오프
코로나 바이러스 대유행 때문에 리그가 3개월 이상 중단되다가 6월 19일 재개하여서 1-2부리그 간 승강 플레이오프는 이번 시즌에 한해 개최되지 않는다.(러시아 프리미어리그 13위팀과 14위팀은 잔류한다.)

## 기록통계

### 최다득점자
| 순위 | 선수                  | 소속팀                                         | 득점 수 |
| ---- | --------------------- | ---------------------------------------------- | ------- |
| 1    | 사르다르 아즈문       | 제니트 상트페테르부르크                        | 17      |
| 1    | 아르툠 주바           | 제니트 상트페테르부르크                        | 17      |
| 3    | 예브게니 루첸코       | 아르세날 툴라                                  | 15      |
| 4    | 알렉세이 미란추크     | 로코모티프 모스크바                            | 12      |
| 4    | 알렉산드르 소볼레프   | 크릴리야 소베토프 사마라 / 스파르타크 모스크바 | 12      |
| 4    | 니콜라 블라시치       | CSKA 모스크바                                  | 12      |
| 7    | 엘도르 쇼무로도프     | 로스토프                                       | 11      |
| 8    | 마르쿠스 베리         | 크라스노다르                                   | 9       |
| 8    | 그제고시 크리호비아크 | 로코모티프 모스크바                            | 9       |
| 10   | 에리크 비크팔비       | 우랄 예카테린부르크                            | 8       |
| 10   | 표도르 찰로프         | CSKA 모스크바                                  | 8       |
| 10   | 조르제 데스포토비치   | 오렌부르크                                     | 8       |
| 10   | 막시밀리안 필리프     | 디나모 모스크바                                | 8       |

### 최다 도움 기록
| 순위 | 선수                    | 소속팀                                         | 도움 수 |
| ---- | ----------------------- | ---------------------------------------------- | ------- |
| 1    | 아르툠 주바             | 제니트 상트페테르부르크                        | 13      |
| 2    | 젤림칸 바카예프         | 스파르타크 모스크바                            | 9       |
| 3    | 세르게이 트카초프       | 아르세날 툴라                                  | 8       |
| 3    | 안톤 진코프스키         | 크릴리야 소베토프 사마라                       | 8       |
| 5    | 사르다르 아즈문         | 제니트 상트페테르부르크                        | 7       |
| 5    | 알렉세이 이오노프       | 로스토프                                       | 7       |
| 7    | 엘도르 쇼무로도프       | 로스토프                                       | 6       |
| 8    | 크리스티얀 비스트로비치 | CSKA 모스크바                                  | 5       |
| 8    | 니콜라이 디미트로프     | 우랄 예카테린부르크                            | 5       |
| 8    | 데니스 쿨라코우         | 우랄 예카테린부르크                            | 5       |
| 8    | 이반 오블랴코프         | CSKA 모스크바                                  | 5       |
| 8    | 알렉산드르 소볼레프     | 크릴리야 소베토프 사마라 / 스파르타크 모스크바 | 5       |
| 8    | 니콜라 블라시치         | CSKA 모스크바                                  | 5       |